# Zdravljica
Zdravljica este, începând cu 1989, imnul național al Sloveniei. Muzica a fost compusă de Stanko Premrl, iar versurile de France Prešeren.

## Versuri
„Žive naj vsi narodi,

ki hrepene dočakat' dan,
da koder sonce hodi,
prepir iz sveta bo pregnan,

da rojak
prost bo vsak,

ne vrag, le sosed bo mejak!”